# 元町 (田辺市)
元町（もとまち）は、和歌山県田辺市の町丁。2020年3月末現在の人口は28人。郵便番号は646-0053。
本項では本町丁の前身にあたる西牟婁郡西ノ谷村（にしのたにむら）についても記す。

## 地理
田辺市中心部の北西、紀勢本線・芳養駅の東方一帯にあたる。北で芳養町、東で稲成町、南で上の山、西で明洋・芳養松原に接する。以前は住居表示実施地区の上の山・目良・天神崎および古尾・明洋の各一部などを含んだが、現在は山間部のみが残っている。地下を阪和自動車道の南紀田辺トンネルが通過し、北に田辺市ごみ処理場、南に三四六総合運動公園が所在する。東西を国道42号田辺西バイパスが横断している。

### 湖沼
- 新池

## 歴史
- 幕末 - 牟婁郡西ノ谷村が存在。「旧高旧領取調帳」の記載によると紀州藩附家老安藤氏領。
- 慶応4年1月24日（1868年2月17日） - 安藤氏領が立藩して田辺藩領となる。
- 明治4年7月14日（1871年8月29日） - 廃藩置県により田辺県の管轄となる。
- 明治4年11月22日（1872年1月2日） - 和歌山県の管轄となる。
- 1879年（明治12年）1月20日 - 所属郡が西牟婁郡に変更。
- 1889年（明治22年）4月1日 - 町村制の施行により、近世以来の西ノ谷村が単独で自治体を形成。
- 1924年（大正13年）7月1日 - 西ノ谷村が田辺町に編入。
- 2001年（平成13年）9月17日 - 地内より目良が起立。
- 2002年（平成14年）11月5日 - 地内より江川・古尾（一部）が起立。
- 2003年（平成15年）11月4日 - 地内より天神崎が起立。
- 2004年（平成16年）11月8日 - 地内より上の山一・二丁目が起立。
- 2005年（平成17年）11月7日 - 地内より明洋一・三丁目が起立。
- 2007年（平成19年）11月5日 - 地内より芳養松原二丁目（一部）が起立。

## 交通

### 鉄道路線
区域内を紀勢本線が通過するが、駅は所在しない。

### バス
龍神自動車
- 西線
  - 本社・あけぼの - 紀南病院 - 紀伊田辺 - 芳養駅 - 南部駅 - 福井 - 西 - 龍神温泉 - 季楽里
- 上芳養線
  - 本社・あけぼの - 紀南病院 - 紀伊田辺 - 芳養駅 - 上小恒
- 受領線
  - 本社・あけぼの - 紀南病院 - 紀伊田辺 - 芳養駅 - 南部駅 - 受領

明光バス
- 南部線
  - 田辺駅 - 海蔵寺町 - 元町 - 明洋団地 - 芳養駅 - 南部駅
  - 田辺駅 - 海蔵寺町 - 元町 - 目良 - かんぽの宿 - 中浜 - 芳養駅 - 南部駅

### 道路
- 阪和自動車道
- 田辺西バイパス

## 施設
- 三四六総合運動公園
- 田辺市ごみ処理場